# Орден «Знамя Труда» (Польша)
Орден Знамени Труда (пол. Order Sztandaru Pracy), так же Орден «Знамя Труда» — государственная награда Польской Народной Республики.

## История
Орден Знамени Труда был учрежден Сеймом Народной Польши 2 июля 1949 года в ознаменование выдающихся заслуг трудящихся в деле строительства социализма.
Орденом Знамени Труда награждались как отдельные граждане, так и трудовые коллективы, предприятия и учреждения, а также города и воеводства Польши.
Орден имел две степени. Высшей степенью являлся орден Знамени Труда I степени. В каждом классе награждение могло быть произведено неоднократно.
Право награждения орденом Знамени Труда до 21 июля 1952 года принадлежало Президенту Республики. С 21 июля 1952 года это право перешло к Совету Министров ПНР.
Особые правила награждения орденом Знамени Труда были предусмотрены относительно работников горнодобывающей промышленности. Так, за 20-летний (со времени освобождения Польши, то есть с 1944 года) непрерывный и плодотворный труд на шахтах, рудниках и карьерах, рабочие, инженеры и техники награждались орденом Знамени Труда II степени, а за 25-летний труд — орденом Знамени Труда I степени.
Первое награждение орденом Знамени Труда состоялось 22 июля 1949 года: в этот день орденом I степени наградили 95 раз, II степени — 246 раз. Награждения продолжались до 1991 года. 16 октября 1992 года орден был упразднён.

## Положение
Награждение орденом Знамени Труда производилось:
- за достижение высокой производительности труда, выпуск продукции высокого качества;
- за новаторство в труде, ценные изобретения и рационализаторские предложения, активное участие в освоении и использовании новой техники и прогрессивных технологий;
- за высокие производственные показатели, систематическое перевыполнение норм выработки и планов;
- за выдающиеся достижения в области развития народного хозяйства, науки и культуры, просвещения и здравоохранения, спорте;
- за особо плодотворную государственную и общественную деятельность;
- за заслуги по повышению боеспособности Войска Польского и обороноспособности страны.

## Описание знака
Знак ордена Знамени Труда имеет вид слегка выпуклой с обеих сторон пятиконечной звезды, лучи которой расширяются к концам. Лучи звезды с лицевой стороны покрыты эмалью белого цвета. С оборотной стороны лучи звезды гладкие, полированные.
В промежутках между лучами эмалевой звезды расположены пять пучков лучей, выступающих из-под центрального медальона. С лицевой стороны лучи выполнены в виде пирамидальных граней, с оборотной стороны — в виде полированных граней.
Расстояние между концами противолежащих лучей звезды 43 мм.
Ширина луча у основания 14 мм.
В центральной части звезды с лицевой стороны помещен круглый медальон, покрытый эмалью темно-синего цвета. Диаметр медальона 17 мм. Медальон окантован выступающим бортиком. В центре медальона помещено рельефное изображение рабочего, держащего в правой руке знамя, а в левой — молот. Полотнище знамени, покрытое эмалью рубиново-красного цвета, выступает за пределы круга и прикрывает вертикальный луч эмалевой звезды.
Высота фигуры рабочего 14 мм. Высота древка 23 мм. Длина рукояти молота 7 мм. Ширина бортика, опоясывающего медальон 1 мм.
На оборотной стороне ордена в рамке, окантованной бортиком, помещена монограмма выпуклыми буквами «PRL». Диаметр рамки 17 мм. Ширина бортика 1,5 мм.
У ордена Знамени Труда I степени все детали, не покрытые эмалью, позолоченные. Орден Знамени Труда II степени полностью посеребренный.
При помощи ушка и кольца орден Знамени Труда крепится к ленте.
Орден Знамени Труда носится на левой стороне груди на шелковой муаровой ленте красного цвета с двумя продольными коричневыми полосками по бокам. Ширина ленты 36 мм, ширина полосок 3 мм каждая. Расстояние от края ленты до полоски 3 мм.

## Статистика награждённых
По данным Управления государственных наград Канцелярии Государственного Совета и Управления наград Канцелярии президента Польши орденом Знамени Труда наградали:
- I степень — 8011 раз в 1949—1989 годах и 974 раза после 1989 года,
- II степень — 258 876 раз в 1949—1989 годах и 14 394 раза после 1989 года;

Всего — 282 255 награждений.
По другим данным, состоялось 162 299 награждений орденом Знамени Труда, в том числе 1113 коллективных.

## Коллективные награждения
I степень
Города:
- Влоцлавек (1966)
- Пабьянице (1966)
- Пётркув-Трыбунальски (1967)
- Катовице (1974)
- Свидница (1974)
- Хожув (1974)
- Эльблонг (1974)
- Констанцин-Езёрна (1975)
- Прушков (1975)
- Забже (1978)
- Сосновец
- Ясло

Соединения Народного Войска Польского:
- 1-я механизированная дивизия[пол.] (1975)
- 11-я Дрезденская танковая дивизия[пол.] (1975)
- 12-я механизированная дивизия[пол.] (1975)
- 26-я ракетная бригада ПВО[пол.] (1983)

Предприятия:
- Государственная строительная компания «Мостосталь[пол.]» (1949)
- Завод[пол.] в Сталёва-Воля (1974)
- Порт Щецин (1974)
- Верфь «Ремонтова»[пол.] в Гданьске (1976)
- Государственная судоходная компания «Польское морское судоходство» (1976)
- Государственная судоходная компания «Польские океанские линии» (1976)
- Порт Гдыня (1976)
- Судоремонтная верфь «Наута»[пол.] в Гдыне (1976)
- Типография «Дом слова польского[пол.]» в Варшаве (1976)
- Хлопкопрядильная фабрика «Андрополь[пол.]» в Андрыхуве (1976)
- Авиационный завод в Мелеце (1978)
- Автобусный завод «Autosan» в Саноке (1980)

Учебные заведения СССР:
- Военная академия Генерального штаба Вооружённых Сил СССР им. К. Е. Ворошилова (1973)
- Военно-воздушная академия им. Ю. А. Гагарина (1973)
- Военно-морская академия им. А. А. Гречко

Учебные заведения ПНР:
- Лодзинский технический университет (1976)
- Высшая офицерская школа механизированных войск[пол.] (1983)

Учреждения культуры:
- Оперный театр[пол.] им. С. Монюшки в Познани (1953)
- Польский театр им. А. Шифмана в Варшаве (1953)
- Силезская опера[пол.] в Бытоме (1955)

Организации:
- Ансамбль народного танца «Харнам[пол.]» им. Я. Гриневицкой[пол.] в Лодзи (1967)
- Союз польских харцеров (1973)

Периодические издания:
- Газета «Трибуна народа»
- Газета «Солдат Свободы» (1976)
- Газета «Рабочая трибуна[пол.]»
- «Газета Саноцка — Autosan[пол.]» автобусного завода «Autosan» в Саноке

II степень
Города:
- Ломжа (1974)
- Хайнувка (1974)

Сёла:
- Закшево[пол.] Злотувского повята Кошалинского воеводства[пол.] (1966)

Соединения Народного Войска Польского:
- 5-я сапёрная бригада[пол.] (1978)
- 29-й танковый полк[пол.] (1979)

Предприятия:
- Угольная шахта[пол.] в Сосновце (1949)
- Завод «SHL»[пол.] в Кельце (1976)
- Силезская кожевенная фабрика «Отмет»[пол.] в Крапковице (1976)
- Фарфоровый завод[пол.] в Прушкове (1977)
- Электромеханический завод «PREDOM-ZELMER» им. А. Мицала[пол.] в Жешуве (1978)
- Строительный комбинат «Познань-Северный»[пол.] в Познани (1987)

Учебные заведения:
- Белостокский медицинский университет[пол.] (1968)
- Подофицерская школа[пол.] гражданской милиции в Слупске (1974)
- Высшая офицерская школа механизированных войск[пол.] (1975)
- Гданьский медицинский университет (1976)
- Институт строительства, механизации и электрификации сельского хозяйства[пол.] в Варшаве (1976)
- Силезский медицинский университет[пол.] в Катовице (1976)
- Учебный центр Военной внутренней службы[пол.] (1980)

Учреждения культуры:
- Новый театр в Лодзи (1950)

Организации:
- Государственный ансамбль народной песни и танца «Мазовия[пол.]» (1953)
- Ансамбль народного танца «Харнам[пол.]» им. Я. Гриневицкой[пол.] в Лодзи (1955)
- Ассоциация спортивных клубов «Народные спортивные команды[пол.]» (1976)

Периодические издания:
- Газета «Вечерний экспресс[пол.]» (1976)